# Тополовец (община Кула)
Тополовец (болг. Тополовец) — село в Болгарии. Находится в Видинской области, входит в общину Кула. Население составляет 362 человека.

## Политическая ситуация
В местном кметстве Тополовец, в состав которого входит Тополовец, должность кмета (старосты) исполняет Маргарита Илиева Динкова (независимый) по результатам выборов правления кметства.
Кмет (мэр) общины Кула — Марко Петров Петров (Болгарская социалистическая партия (БСП)) по результатам выборов в правление общины.